# Thomas Sankara

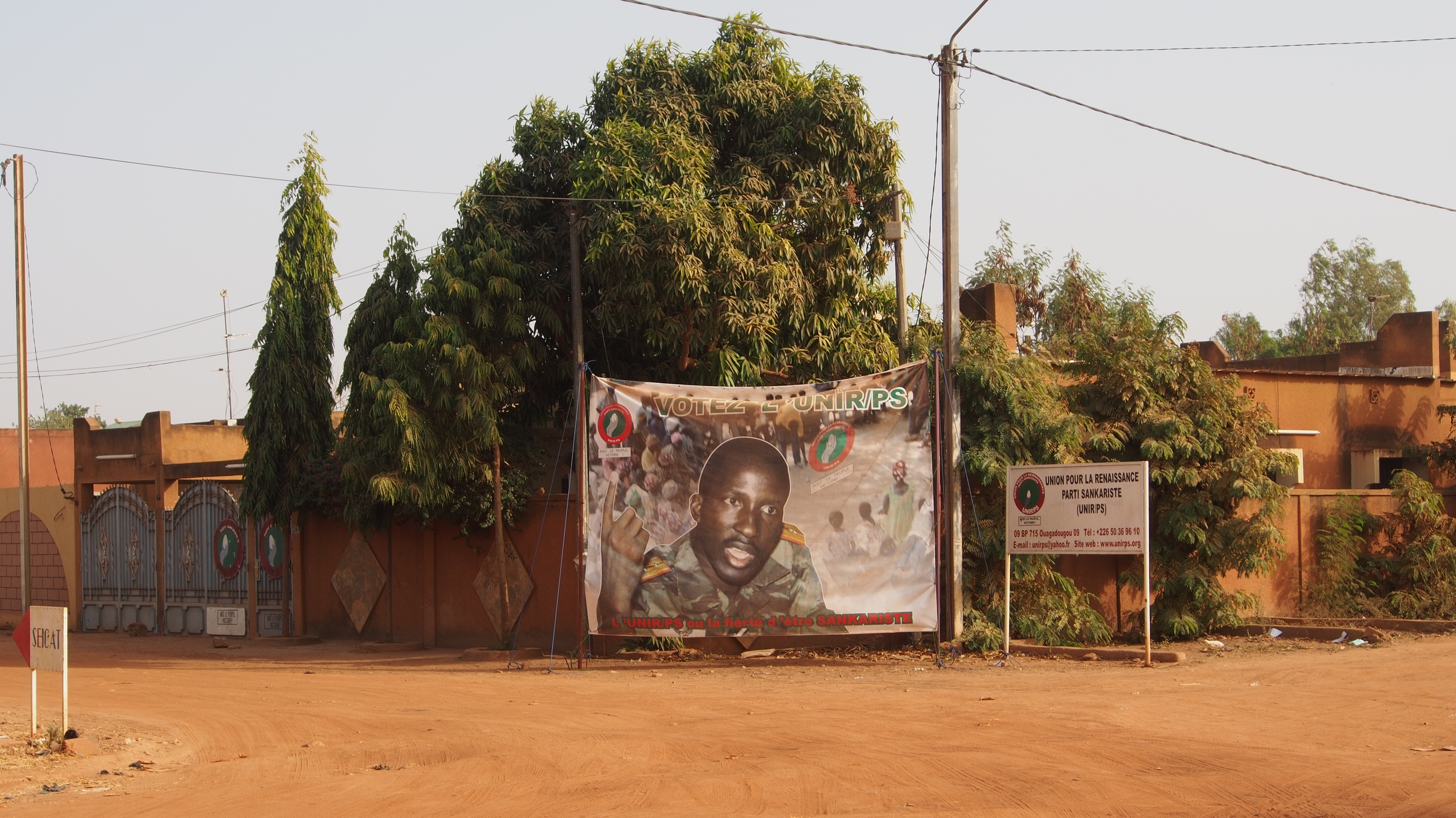
Thomas Sankara op een poster bij het hoofdkwartier van de UNIR/PS in Ouagadougou

Thomas Isidore Noël Sankara (Yako, 21 december 1949 – Ouagadougou, 15 oktober 1987) was een Burkinese militair, marxistische revolutionair en panafrikanist die president van Burkina Faso was vanaf zijn staatsgreep in 1983 tot aan zijn moord in 1987.
Nadat hij in 1983 tot premier was benoemd, leidden meningsverschillen met de zittende regering tot Sankara's uiteindelijke gevangenschap. Terwijl hij onder huisarrest stond, greep een groep revolutionairen later dat jaar namens hem de macht in een door het volk gesteunde staatsgreep.
Op 33-jarige leeftijd werd Sankara president van de Republiek Opper-Volta en lanceerde een ongekende reeks sociale, ecologische en economische hervormingen. In 1984 hield Sankara toezicht op de naamswijziging van het land naar Burkina Faso ('Land van Onvergankelijke Mensen'), waarbij de bevolking Burkinabé ('rechtvaardige mensen') werd genoemd. Zijn buitenlandse beleid was gericht op anti-imperialisme en hij wees leningen en kapitaal af van organisaties zoals het Internationaal Monetair Fonds. Hij verwelkomde echter enige buitenlandse hulp in een poging de binnenlandse economie te stimuleren, de bronnen van hulp te diversifiëren en Burkina Faso zelfvoorzienend te maken.
Zijn binnenlandse beleid omvatte hongersnoodpreventie, agrarische uitbreiding, landhervorming en het opschorten van plattelands belastingen, evenals een landelijke alfabetiseringscampagne en vaccinatieprogramma om meningitis, gele koorts en mazelen te verminderen. Sankara's gezondheidsprogramma's verdeelden miljoenen doses vaccins onder kinderen in heel Burkina Faso. Zijn regering richtte zich ook op de bouw van scholen, gezondheidscentra, waterreservoirs en infrastructuurprojecten. Hij bestreed de verwoestijning van de Sahel door meer dan 10 miljoen bomen te planten. Sociaal gezien handhaafde zijn regering het verbod op vrouwelijke genitale verminking, gedwongen huwelijken en polygamie. Sankara versterkte zijn populistische imago door de verkoop van luxe voertuigen en eigendommen van de overheid te bevelen om de kosten te verlagen. Daarnaast verbood hij wat hij beschouwde als de luxe van airconditioning in overheidskantoren en huizen van politici. Hij richtte door Cuba geïnspireerde Comités voor de Verdediging van de Revolutie op om als een nieuwe basis voor de samenleving te dienen en de mobilisatie van het volk te bevorderen. Zijn Volksrevolutionaire Tribunalen vervolgden overheidsfunctionarissen die werden beschuldigd van omkoping, politieke misdaden en corruptie, waarbij hij dergelijke elementen van de staat als contrarevolutionairen beschouwde. Dit leidde tot kritiek van Amnesty International vanwege mensenrechtenschendingen, waaronder de praktijk van de regering van buitengerechtelijke executies en willekeurige detenties van politieke tegenstanders.
Sankara's revolutionaire programma's en hervormingen voor Afrikaanse zelfredzaamheid maakten hem tot een icoon voor veel van de door armoede getroffen landen in Afrika, en de president bleef populair bij een substantieel deel van de burgers van zijn land, evenals bij die buiten Burkina Faso. Maar sommige van zijn beleidsmaatregelen vervreemdden elementen van de voormalige heersende klasse, waaronder stamhoofden - en de regeringen van Frankrijk en zijn bondgenoot, Ivoorkust.
Op 15 oktober 1987 werd Sankara vermoord door troepen onder leiding van Blaise Compaoré, die kort daarna de leiding van het land op zich nam. Compaoré behield de macht tot de opstand in Burkina Faso in 2014. In 2021 werd hij formeel aangeklaagd en schuldig bevonden aan de moord op Sankara door een militair tribunaal.

## Levensbeschrijving
Sankara was Peul van vaderskant en Mossi van moederskant. Hij volgde een militaire opleiding en was kapitein in het leger van Opper-Volta. In 1981 werd hij minister van Informatie.
Op 7 november 1982 nam hij deel aan de militaire staatsgreep die kolonel Jean-Baptiste Ouédraogo (1942) als president aan de macht bracht. Deze zogenaamde 'revolutie' was een monsterverbond van conservatieve en progressieve militairen. Thomas Sankara behoorde bij de progressieve, extreemlinkse (maoïstische) groep. In 1983 werd hij premier en maakte vele reizen, onder andere naar Cuba en de Sovjet-Unie.
In augustus 1983 behoorde hij bij de groep militairen die president Ouédraogo en de groep van rechtse officieren ten val bracht. Er werd een Nationaal Revolutionaire Raad gevormd en Sankara werd voorzitter van de raad, president van de republiek en minister van Binnenlandse Zaken. In de Nationaal Revolutionaire Raad namen ook burgers zitting.
Sankara betoonde zich een voorstander van een radicale koers en introduceerde het marxisme-leninisme als officiële leer. Op 4 augustus 1984 veranderde hij de landsnaam Opper-Volta in Burkina Faso wat "land van de oprechte mensen" betekent. 4 augustus werd de nieuwe nationale feestdag van het land. Hij riep op de eigen economie te steunen door in plaats van buitenlandse westerse producten, uitsluitend nog producten uit eigen land te gaan gebruiken om ontwikkeling van de eigen economie te stimuleren. Ambtenaren werden verplicht kleding gemaakt in Burkina Faso (de geweven stof faso dan fani) te dragen, waaraan zij zich ondanks de sporadische controle hierop overigens niet altijd hielden.
Onder Sankara werden er volkstribunalen opgericht om 'tegenstanders' van het regime te berechten. Aan het hoofd van de volkstribunalen stonden zowel professionele rechters als lekenrechters. De beklaagden moesten zelf het bewijs van hun onschuld leveren (omgekeerde bewijslast).
Sankara verzette zich heftig tegen het neo-kolonialisme van voormalig "moederland" Frankrijk en nam daarbij nimmer een blad voor de mond. Tijdens een staatsbezoek zei de toenmalige linkse Franse president Mitterrand dan ook, dat hij het met Sankara eens was, maar vond dat deze 'te scherp' was in zijn bewoordingen. Sankara riep in Addis Abeba ook op tot collectieve weigering van schuldbetaling aan het Westen, waarbij hij naar aanleiding van vragen over de moraliteit hierachter aanvulde, dat de Bijbel en de Koran eigenlijk versies voor de arme en de rijke mensen zouden moeten kennen. Volgens hem kunnen arme mensen zich niet permitteren de moraliteit van de rijke mensen over te nemen, omdat daarmede slechts de macht van de rijken zal worden gediend.
Door zijn 'culturele revolutie' (gratis wonen, de huren werden afgeschaft; de verbouwing van de hoofdstad Ouagadougou; lancering van een spoorwegproject enzovoorts) raakte het land volgens velen economisch in de vernieling, maar hij had de hongersnood binnen vier jaar verholpen. Het land had een voedseloverschot, dat werd verkocht aan buurlanden. Ondanks de economische problemen leefde er wel het gevoel dat de regering iets ondernam om het land te ontwikkelen.
In zijn buitenlandbeleid zocht Sankara ook steun bij Westerse landen, onder andere bij Frankrijk, maar vond die vooral bij Libië, Ghana, Cuba en de Oost-Europese landen.

## Moord
Op 15 oktober 1987 vond er een nieuwe staatsgreep plaats onder leiding van generaal Blaise Compaoré. Hierbij werd Sankara vermoord. Alle standbeelden waar Sankara op stond werden verwijderd en evenzo alles waarop de naam Sankara stond. Zijn vrouw en kinderen bleven in het oude kleine huis wonen waarin hij altijd gewoond had. Velen beweren dat de toenmalige president van Frankrijk achter de daad zat. De nieuwe president, Compaoré, begon met een proces van stabilisatie.
Hoewel indertijd naamloos begraven, is Sankara in heel Afrika een voorbeeld geworden van Afrikaans zelfbewustzijn en onafhankelijkheid, maar met een bittere nasmaak, omdat na de moord op hem de meeste van zijn beleidswijzigingen ongedaan zijn gemaakt en het mislukken van Sankara's missie wordt ervaren als een gemiste kans voor Afrika als geheel. Hij wordt dan ook weleens gezien als de Afrikaanse Che Guevara.
In 2021 begon een proces tegen een aantal betrokkenen bij de staatsgreep en de moord van 1987, dat een half jaar duurde. Ex-president Blaise Compaoré en het toenmalig hoofd van diens bewaking, Hyacinthe Kafando, stonden bij verstek terecht. Ze werden begin april 2022 veroordeeld tot levenslang voor resp. het beramen en het uitvoeren van de moord.

## Herdenkingsmonument
In 2019 werd ter gelegenheid van de 36e verjaardag van Sankara's dood in Ouagadougou op de plek waar hij vermoord werd weer een standbeeld van hem opgericht, de Mémorial Thomas Sankara. Dit vijf meter hoge bronzen beeld veroorzaakte een schandaal omdat het standbeeld verre van een gelijkenis was van de nationale held. Het werd dan ook enkele maanden later vervangen door een beter gelijkende versie.